# Ivo-Valentino Tomaš
Ivo-Valentino Tomaš (Split, Croacia, 28 de julio de 1993-Baška Voda. Croacia, 31 de diciembre de 2019) fue un futbolista croata que jugaba en la posición de centrocampista.
Se suicidó por ahorcamiento el 31 de diciembre de 2019.

## Clubes
| Club                                 | País     | Año       |
| ------------------------------------ | -------- | --------- |
| Hrvatski Nogometni Klub Hajduk Split | Croacia  | 2012-2015 |
| NK Dugopolje (cedido)                | Croacia  | 2013-2015 |
| VfB Oldemburgo                       | Alemania | 2015-2016 |
| SSV Jeddeloh                         | Alemania | 2016-2017 |
| BV Essen                             | Alemania | 2017-2018 |
| NK Urania Baška Voda                 | Croacia  | 2018      |
| SV Babelsberg 03                     | Alemania | 2018-2019 |
| NK Urania Baška Voda                 | Croacia  | 2019      |